# Roderick Murchison
Sir Roderick Impey Murchison, 1st Baronet, škotski geolog in akademik, * 22. februar 1792, † 22. oktober 1871.
V letih 1843-1845, 1851–1853, 1856–1859 in 1862-1871 je bil predsednik Kraljeve geografske družbe.